# Next HD
Trwa dyskusja nad usunięciem tego artykułu, kliknij i weź w niej udział.
Next HD - dawniej pierwszy ogólny polski kanał telewizyjny w jakości HDTV i 3DTV.

## Historia
Kanał został uruchomiony w listopadzie 2011 roku. Nadawcą kanału było Astro S.A. Stacja nadawała najciekawsze audycje z pozostałych kanałów spod marki Next oraz produkcje własne. Kanał był przesyłany na początku do Pałacu Kultury i Nauki lub Centrum LIM w Warszawie, a następnie do wybranych sieci kablowych. Stacja była dystrybuowana w wybranych sieciach kablowych i u operatorów IPTV. Kanał nie był dostępny na satelicie.
Do września 2014 roku kanał nadawał w dwóch wersjach 3DTV i HDTV. Jednak w wyniku decyzji nadawcy został zlikwidowany wraz z pozostałymi kanałami Next Lejdis 3D (HD), Next Young 3D (HD), Next Man 3D (HD) oraz wersją HDTV i SDTV kanału Next Music.